# Mieczysław Wąsik
Mieczysław Wąsik (ur. 12 lutego 1950) – polski lekkoatleta, sprinter, mistrz i reprezentant Polski.

## Kariera sportowa
Był zawodnikiem Włókniarza Konstantynów Łódzki i Zawiszy Bydgoszcz. 
Na mistrzostwach Polski seniorów na otwartym stadionie wywalczył cztery medale w sztafecie 4 x 400 metrów, w tym trzy złote  (1970, 1971, 1974) i jeden srebrny (1973. Najwyższe miejsce indywidualnie zajął w biegu na 400 metrów w 1974 (5. miejsce). 
W latach 1971–1974 reprezentował Polskę w sześciu meczach międzypaństwowych, w tym w półfinale Pucharu Europy w 1973, gdzie zajął 3. miejsce w sztafecie 4 x 400 metrów, z wynikiem 3:04,78.
Rekord życiowy na 200 m: 21,34 (1.07.1973), na 400 m: 46,2 (22.06.1974).